# Haïré
Haïré is een gemeente (commune) in de regio Mopti in Mali. De gemeente telt 30.000 inwoners (2009).